# Amateurliga Rheinland 1953/54
Die Fußball-Amateurliga Rheinland 1953/54 war die 2. Saison der 1. Amateurliga, dem Vorgänger der Verbandsliga Rheinland, auch Rheinland-Liga genannt. Diese Liga stellte bis 1963 den Unterbau zur II. Division Südwest dar und war somit in der Gesamtligen-Hierarchie drittklassig.

## Abschlusstabelle
Rheinlandmeister wurde der VfL Trier. In der Aufstiegsrunde zur II. Division Südwest belegte Trier den dritten Platz und musste in der Amateurliga verbleiben. Vizemeister FC Urbar nahm wie schon im Vorjahr als Rheinland-Vertreter an der Deutschen Fußball-Amateurmeisterschaft 1954 teil, scheiterte aber auch in diesem Jahr wieder in der Gruppenphase. Der SSV Heimbach-Weis, der TuS Konz, die SpVgg Zewen 1920 und der VfL Brohl mussten nach dieser Saison in die 2. Amateurliga absteigen. Für die nachfolgende Saison 1954/55 kam die SpVgg Eintracht Höhr-Grenzhausen, der SC Sinzig, die Sportfreunde Daaden und der SV Trier-West als Aufsteiger aus den 2. Amateurligen
| Pl. | Verein                  | Sp. | Tore  | Punkte |
| --- | ----------------------- | --- | ----- | ------ |
| 01. | VfL Trier               | 28  | 76:47 | 36:20  |
| 02. | FC Urbar                | 28  | 70:44 | 35:21  |
| 03. | SpVgg Bendorf (M)       | 28  | 65:40 | 35:21  |
| 04. | Grün-Weiß Vallendar (N) | 28  | 63:41 | 35:21  |
| 05. | SC Wirges               | 28  | 73:53 | 30:26  |
| 06. | TuS Montabaur (N)       | 28  | 45:45 | 29:27  |
| 07. | SV Ehrang               | 28  | 48:53 | 29:27  |
| 08. | SpVgg Neuwied           | 28  | 60:60 | 27:29  |
| 09. | SV Wittlich (N)         | 28  | 61:65 | 26:30  |
| 10. | VfB Lützel              | 28  | 55:68 | 26:30  |
| 11. | SV Niederlahnstein      | 28  | 55:59 | 25:31  |
| 12. | SSV Heimbach-Weis       | 28  | 57:75 | 24:32  |
| 13. | TuS Konz                | 28  | 47:64 | 24:32  |
| 14. | SpVgg Zewen 1920        | 28  | 54:79 | 20:36  |
| 15. | VfL Brohl (N)           | 28  | 50:86 | 19:37  |

| (M) | Meister 1952/53                            |
| (A) | Absteiger aus der II. Division 1952/53     |
| (N) | Aufsteiger aus den 2. Amateurligen 1952/53 |